# مونتيزوما

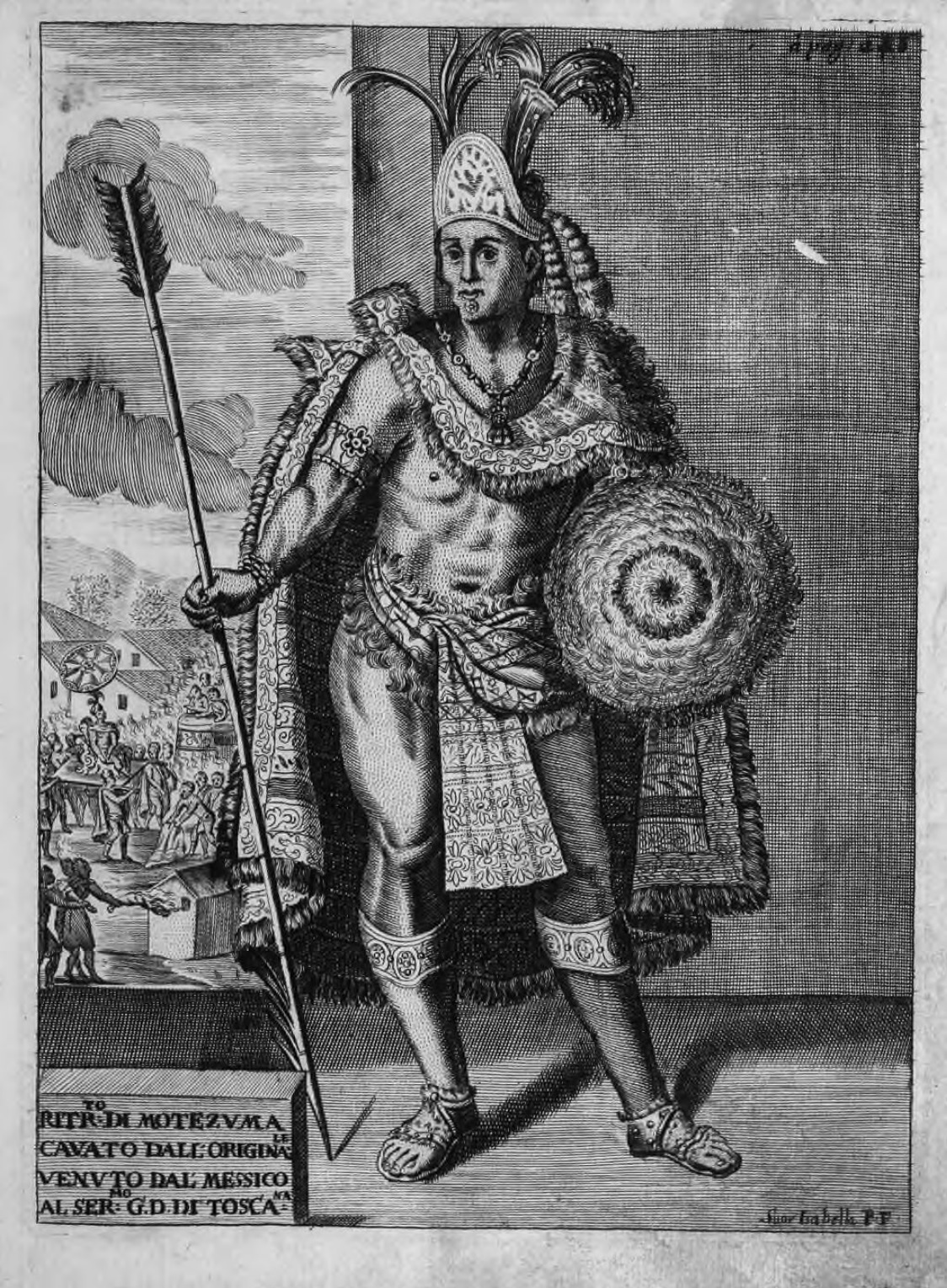
مونتيزوما

مونتيزوما الثاني (حوالي 1466 ـ يونيو 1520) وينطق اسمه أيضًا موكتيزوما وموتيوكزوما وموتيكوزوما، كما يعرف في النصوص القديمة المكتوبة بلغة الناواتل باسم موتيكوسوما شوكويوتسن، هو الحاكم التاسع لتينوتشتيتلان (حكم بين عامي 1502 و1520) وفي عهده حدث أول تلاقٍ بين حضارة الهنود الحمر في أمريكا الوسطى وحضارة الأوروبيين. قتل في بدايات الغزو الإسباني للمكسيك، أثناء قتال الكونكيستدور هرنان كورتيز ورجاله محاولين الفرار من عاصمة الأزتك تينوتشتيتلان خلال لَيْلَةُ الأحْزان.
بلغت إمبراطورية الأزتك أقصى اتساع لها إبان حكمه، إذ قام بتوسيع إمبراطوريته بالحروب حتى بلغت شوكونوسكو (في ولاية تشياباس المكسيكية الحالية) وبرزخ تيهوانتيبيك جنوبًا، ليضم أمتي الزابوتك واليوبي إلى الأمم الواقعة تحت حكمه. قام بتعديل النظام الاستحقاقراطي السابق الذي قام عليه التسلسل الطبقي في دولته ووسع الفارق بين النبلاء (بيبليتين pipiltin) والعامة (ماسيوالتين macehualtin) بحظر عمل العامة في القصور الملكية.
تغلب على صورة مونتيزوما في المصادر التاريخية صورة الحاكم الذي يحكم أمة مهزومة، وتصفه العديد من المراجع بضعف الإرادة والتردد. ويصعب فهم أفعال مونتيزوما أثناء الغزو الإسباني بالنظر إلى التحيز الذي اتسمت به بعض المصادر التاريخية التي تناولت حياته.
أنجب مونتيزوما عددًا كبيرًا من الأبناء، منهم إيزابيل موكتيزوما، وتشيمالبوبوكا وتلالتيكاتسن.

## معنى الاسم
ينطق اسم مونتيزوما في لغة الناواتل موتيكوسوما [motekʷˈso:ma]، وهو لفظ مركب من اسم معناه «السيد» وفعل معناه «يعبس في غضب»، وهو بذلك يعني «الذي يعبس كسيد» أو «الغاضب غضبًا نبيلا».

## الرقم الترتيبي
تطلق المصادر الغربية عليه لقب مونتيزوما الثاني، تمييزًا له من إمبراطور سابق كان يحمل نفس الاسم وتسميه تلك المصادر "مونتيزوما الأول"، وهو الجد الأعلى لمونتيزوما الثاني. لم يكن الأزتك يعرفون الترتيب الرقمي لأسماء ملوكهم، بل ذكر مونتيزوما الثاني في سجلاتهم التاريخية باسم موتيكوسوما شوكويوتسن (Motecuhzoma Xocoyotzin)، وتعني كلمة شوكويوتسن "الصغير المبجل"، بينما عُرف مونتيزوما الأول باسم موتيكوسوما إلويكامينا أو هيويهويموتيكوسوما ("مونتيزوما القديم).